# Parvulastra calcarata
Parvulastra calcarata är en sjöstjärneart som först beskrevs av Perrier 1869.  Parvulastra calcarata ingår i släktet Parvulastra och familjen Asterinidae. Inga underarter finns listade i Catalogue of Life.